# Ipiranga do Piauí
Ipiranga do Piauí là một đô thị thuộc bang Piauí, Brasil. Đô thị này có diện tích 527,716 km², dân số năm 2007 là 9407 người, mật độ 17,83 người/km².